# Ladoga angustefasciata
Ladoga angustefasciata är en fjärilsart som beskrevs av Streckf. Ladoga angustefasciata ingår i släktet Ladoga och familjen praktfjärilar. Inga underarter finns listade i Catalogue of Life.